# 윤노리나무속
윤노리나무속(Photinia)은 장미과의 속이다. 윤노리나무와 홍가시나무를 포함하여 40~60 종으로 이루어져 있다.